# 比利時野兔

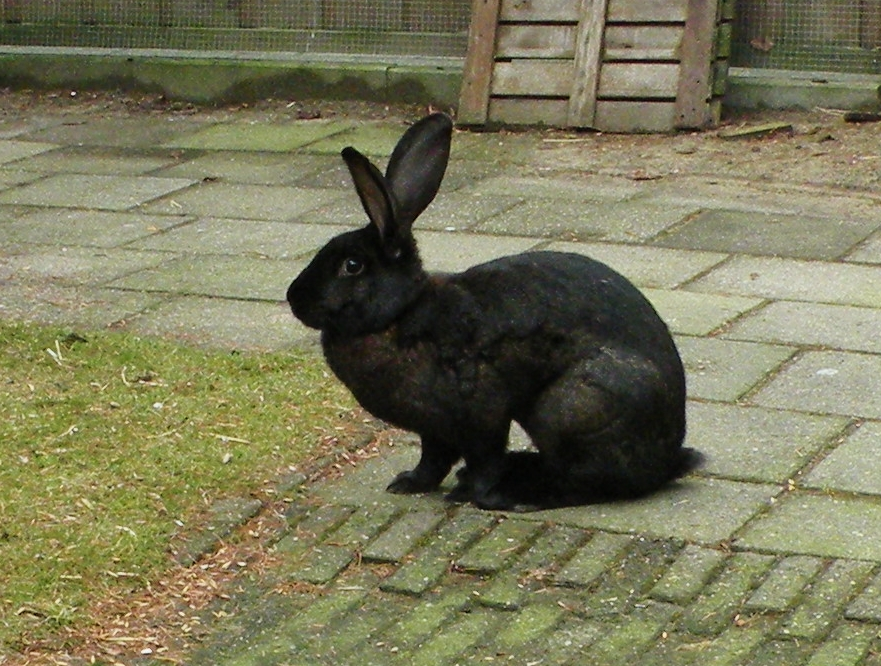
比利時野兔

比利時野兔是一種特殊的家兔品種，透過品種改良所以外形酷似野兔。牠們目前被認為是家兔中算較聰明和精力充沛的。平均重6～9磅，身體細長且腿部靈活，平均壽命是10年甚至更久。

## 歷史
第一隻比利時野兔是在創造食肉兔的意圖下，於18世紀初透過家兔和野穴兔的選擇性育種在比利時誕生的。在1874年，牠們入口至英國並被稱為「比利時野兔」。英國的飼養員令比利時野兔表現得比英國野兔更活潑。自第1隻比利時野兔於1877年在美國展示後，牠的人氣急升，促使數千個比利時野兔俱樂部在國家內誕生、數千隻野兔出生，有些比利時野兔更能以1,000美元的高價賣出。 

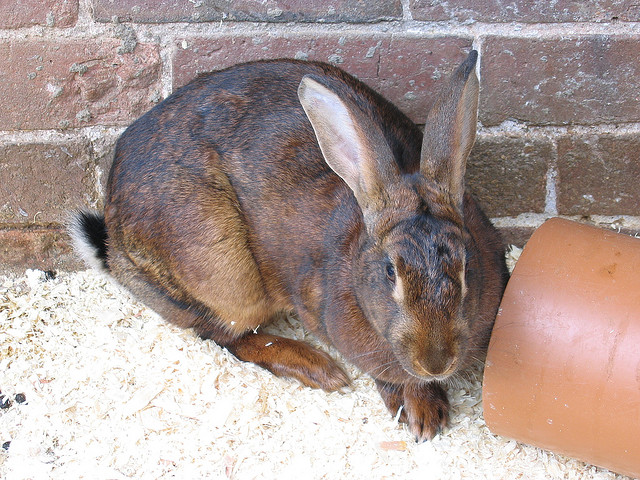
紅色比利時野兔

「美國比利時野兔協會」(American Belgian Hare Association)是第一個成名的同類型俱樂部。由於會員廣而分散的關係，這個俱樂部不能維持多於一年。在1897年，「國家比利時野兔俱樂部」(National Belgian Hare Club)成立。在美國的國家比利時兔俱樂部成立20年後，由於美國引進了額外的品種，一個新的「所有品種(all-breed)」俱樂部 -- 「國家寵物家畜協會」(National Pet Stock Association)成立了。在數次的名字變更後，國家寵物家畜協會成了「美國兔子飼育者協會」( American Rabbit Breeders Association)。在時間的變遷，國家比利時兔俱樂部也不復存在。在1972年的六月，一群比利時野兔的飼育者由美國兔子飼育者協會授權集合起來，以取代美國的國家比利時野兔俱樂部。在1972年7月，憲章被通過，在這些組織中最著名的「美國比利時野兔俱樂部」成立，並一直存在至今。
在1917年，牠們的人氣開始減退，其中一個導致這個衰退的原因是很多飼養者基於牠們在體格上和習上也不能適應，而未能將這些屬於自然品種的比利時野兔變成食肉兔。可是，由於飼養比利時野兔的難度很高，以致現在真正的比利時野兔變得十分珍貴。

## 外表
比利時野兔的身體細長且腿部靈活，而且有呈圓拱形的背部，便以這個特別像家兔的外型而聞名。牠們有長的頭部和筆直的尾巴，並與脊骨成一直綫。比利時野兔的前腿通常長長的，而且都以細長和完美的骨頭連著;而牠們的後腿是又細又扁的。比利時野兔相信是唯一一個有深紅和栗色眼睛的家兔品種，連同其黑色的眼珠在呈現其波動或有斑點的外表時發揮作用。

## 外部連結
- PetPlanet - Small Breed profile （页面存档备份，存于）
- Belgian Hare Breed Description - Furry Critter Network
- Horn Rabbits Rabbitry - Belgian Hare Care
- Central Pets - Belgian Hare